# Billy und Benno
Billy und Benno ist eine Schweizer Mundart-Kinderband. 
Billy und Benno wurde 2013 von Songschreiber und Texter Philippe Stuker und Samuel Schäfer gegründet. Sie wird bei Livekonzerten zum Teil auch von anderen Musiker in diversen Formationen (Duo, Trio, ganze Band) unterstützt. Billy und Benno spielen ca. 20 Konzerte pro Jahr.
Die Band hat vier Alben aufgenommen. Das populärste Lied ist der «Rägeboge», der mit dem dazugehörigen Tanz («Rägeboge Tanz») auch bei allen Livekonzerten gespielt und getanzt wird. Billy und Benno gehören zu den festen Grössen der Schweizer Kinderpop-Szene.

## Alben
- 2013: Mir fahred use id Wält, Universal Music Switzerland[3]
- 2014: Wendelland mir Chömed,  Chinderwält
- 2015: Fründe für immer,  Chinderwält
- 2018: Über Stock und Stei, Chinderwält